# Aridius delamarei
Aridius delamarei es una especie de coleóptero de la familia Latridiidae.

## Distribución geográfica
Habita en Argentina.